# 上野浩道
上野 浩道（うえの ひろみち、1940年3月29日- ）は、日本の教育学者、お茶の水女子大学・東京藝術大学名誉教授。美術教育が専門。

## 来歴
奈良県奈良市生まれ。1966年東京大学教育学部卒。1971年同大学院博士課程満期退学、花園大学講師、1973年お茶の水女子大講師、1975年助教授、1981年『芸術教育運動の研究』で日本児童文学学会賞奨励賞受賞、1984年「芸術教育運動の研究」で東大教育学博士。1984-1985年フルブライト上級研究員としてオレゴン大学助教授。1986年お茶の水女子大教授、2001年定年退任、名誉教授、東京藝大教授および附属図書館長、2007年退任、お茶の水女子大学長名誉教授。2018年秋の叙勲で瑞宝中綬章を受章。

## 著書
- 『芸術教育運動の研究』風間書房、1981
- 『知育とは何か 近代日本の教育思想をめぐって』勁草書房、1990
- 『日本の美術教育思想』風間書房、2007
- 『美術のちから教育のかたち 〈表現〉と〈自己形成〉の哲学』春秋社、2007
- 『形成的表現から平和へ 美術教育私論』東京藝術大学出版会、2010
- 『老子に学ぶ　大器晩成とは何か』藤原書店、2015

## 翻訳
- 張鐘元『老子の思想 タオ・新しい思惟への道』講談社学術文庫、1987
- ナンシー・R.スミス『子どもの絵の美学 イメージの発達と表現の指導』勁草書房、1996
- D.シスルウッド『ハーバート・リードの美学 形なきものと形』西村拓生・池亀直子共訳、玉川大学出版部、2006

## 参考
- 『美術のちから教育のかたち』（2007年、春秋社）
- J-GLOBAL: